# Jorge Blaurock

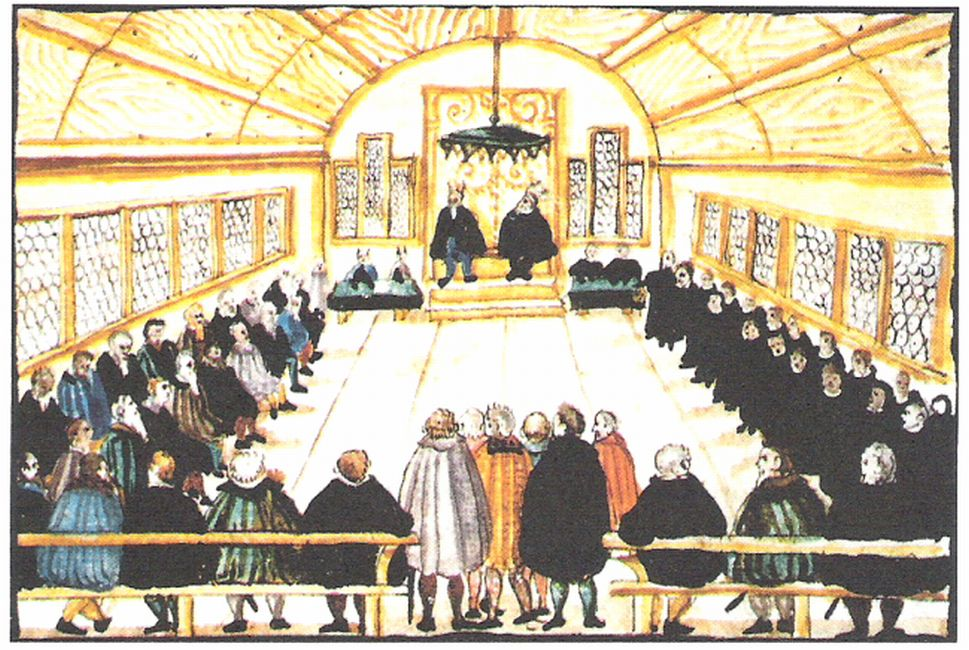
Debate sobre el bautismo en Zúrich en 1525. Al fondo a la izquierda los dos anabaptistas (Felix Manz y Georg Blaurock), en el centro los dos alcaldes; a la derecha Ulrico Zuinglio y Leo Jud. Dibujo de Heinrich Thomann.

Jorge Blaurock o Jörg vom Haus Jacob  (Bonaduz, Grisones, 1491 - Klausen, Tirol, 6 de septiembre de 1529) fue un líder cristiano anabaptista, cofundador de los Hermanos Suizos.

## Juventud
Estudió en la Universidad de Leipzig en 1513, después se formó y fue ordenado sacerdote católico. Entre 1516 y 1518 fue vicario en Trins, en la diócesis de Coira. Partidario de la Reforma, se casó y viajó a Zúrich para aprender de Zuinglio, pero, desilusionado, junto con Felix Manz y Conrad Grebel impulsó el movimiento de jóvenes que buscaban la radicalización del cristianismo.

## Anabautismo
Participó el 17 de enero de 1525 en el debate sobre el bautismo de niños. Él y sus compañeros sostenían que el bautismo debía administrarse solamente a creyentes y no a infantes que aún no tenían capacidad de creer y arrepentirse. Rechazado su punto de vista por las autoridades de Zúrich, él y sus compañeros se bautizaron como creyentes el 21 de enero de 1525; Grebel bautizó primero a Blaurock y luego él a los demás. Después predicaron de casa en casa y celebraban la Santa Cena.

## Detenciones y destierros
El 30 de enero de 1525, Manz, Blaurock y 25 pobladores de Zollikon fueron detenidos y encarcelados en un convento. Tras el pago de 1.000 florines, los 25 fueron liberados, pero los líderes permanecieron detenidos hasta el 24 de febrero. Blaurock regresó a Zollikon y dos días después bautizó a varias personas. El 11 de marzo, las autoridades de Zúrich impusieron una multa a los bautizados y determinaron que quien se hiciera bautizar, sería desterrado junto con su familia. El 16 de marzo fueron detenidos 19 Hermanos de Zollikon y el 25 de marzo de 1525 se realizó un nuevo debate con Zuinglio, en el cual participaron Manz y Blaurock, que estaban presos en ese momento. 
Tras el debate, Manz, Blaurock y su esposa fueron desterrados y enviados en barco a Coira. Allí fueron detenidos y después de ser puestos en libertad, Blaurock debió ir a Appenzell por un tiempo. Regresó a la zona alta de Zúrich, pero fue detenido el 8 de octubre de 1525 cuando predicaba en la iglesia de Hinwyl. Detenidos, Grebel y Manz fueron llevados prisioneros a Grüningen y fueron acusados de "seducir a la población para confirmar una nueva iglesia, cuya misión es derrocar el orden existente". Los anabaptistas afirmaron que no tenían ningún interés en derrocar el gobierno, pero que seguirían difundiendo y practicando sus ideas sobre el bautismo, la iglesia y la hermandad en Cristo. Entonces se organizó un tercer debate en Zúrich, del 6 al 8 de noviembre de 1525. Finalizado el debate, los anabaptistas fueron condenados a seguir encarcelados e incomunicados en una torre.
El 7 de marzo de 1526, los prisioneros fueron condenados a cadena perpetua y el mismo día se aprobó un decreto de las autoridades de Zúrich que condenaba a muerte por ahogamiento a quien participara en un bautismo de un adulto ya bautizado de niño. El 21 de marzo de 1526, los arrestados se escaparon. En el mes de junio, Blaurock y Manz estaban predicando en Grüningen, pero el 3 de diciembre fueron detenidos de nuevo. Manz fue ahogado el 25 de enero de 1527 y Blaurock fue azotado con varas por las calles, desterrado y amenazado de muerte si regresaba a Zúrich.
Blaurock intentó participar en un debate en Berna en enero de 1528, pero fue detenido y expulsado. Marchó a Biel, donde los Hermanos se reunían secretamente en un robledal, pero fue detenido y desterrado el 9 de marzo de 1528. Se trasladó a los Grisones y luego a Appenzell, de donde fue desterrado el 21 de abril de 1529.

## Martirio
Decidió ir al Tirol a reemplazar al pastor Michael Kürschner, quien había sido ejecutado en la hoguera. Su campo de trabajo se extendía desde Klausen hasta Neumarkt. Para no ser detenido, cambiaba con frecuencia los lugares de reunión y realizaba muchos largos viajes.
Por orden de las autoridades de Innsbruck, Blaurock y Hans Langegger fueron arrestados el 14 de agosto de 1529. Después de ser torturados, fueron sentenciados a muerte y quemados en la hoguera en Klausen, el 6 de septiembre del mismo año.

## Fuente
- Neff, Christian (1953) Blaurock, Georg (ca. 1492-1529); Global Anabaptist Mennonite Encyclopedia Online. Consultada el 5 de enero de 2012.

- Datos: Q124175